# Ben Doak
Ben Gannon Doak (Dalry, 2005. november 11. –) skót labdarúgó, szélső. A Premier League-ben szereplő Bournemouth, és a skót válogatott játékosa.

## Pályafutása

### Celtic
Doak a szülővárosában, a Dalry Roversben kezdte pályafutását, majd az Ayr Unitedhez, és a Celtichez igazolt. 2021. december 26-án Doak, aki az előző hónapban töltötte be a 16. életévét, a kispadra került a Celtic 3–1-es győzelmén a St Johnstone vendégeként. 2022. január 29-én Doak debütált a Celticben, és a 68. percben csereként lépett pályára a Dundee United elleni 1–0-s skót bajnokin.

### Liverpool
2022 nyarán érkezett Liverpoolba, ahol első évében az U18-as csapatban kapott helyet, ebben az évben a felnőttcsapatban és a tartalékcsapatba is bemutatkozott.
November 9-én 17. születésnapja előtt két nappal debütált egy 3–2-s hazai győztes mérkőzésen az EFL-kupa harmadik körében a Derby County ellen, a második félidő 72. percében Fábio Carvalho-t váltva. 
Öt nap múlva írta alá első profi szerződését, miután betöltötte 17. életévét.
December 26-án lépett pályára első Premier League mérkőzésén az Aston Villa vendégeként, Darwin Núñez-t váltotta az utolsó percekben.

#### Middlesbrough
2024. maugusztus 30-án a másodosztályban szereplő Middlesbrough vette kölcsön a szezon végéig.

### Bournemouth
2025. augusztus 18-án 20+5 millió fontért szerződtette a Bournemouth csapata visszavásárlási opcióval.

## Statisztika
2022. december 27-i állapot szerint.
| Klub             | Szezon           | Bajnokság            | Bajnokság | Bajnokság | Kupa  | Kupa  | Ligakupa | Ligakupa | Nemzetközi | Nemzetközi | Egyéb | Egyéb | Összes | Összes |
| Klub             | Szezon           | Liga                 | Mérk.     | Gólok     | Mérk. | Gólok | Mérk.    | Gólok    | Mérk.      | Gólok      | Mérk. | Gólok | Mérk.  | Gólok  |
| ---------------- | ---------------- | -------------------- | --------- | --------- | ----- | ----- | -------- | -------- | ---------- | ---------- | ----- | ----- | ------ | ------ |
| Celtic           | 2021/22          | Scottish Premiership | 2         | 0         | 0     | 0     | 0        | 0        | —          | —          | 0     | 0     | 2      | 0      |
| Liverpool        | 2022/23          | Premier League       | 1         | 0         | 0     | 0     | 1        | 0        | 0          | 0          | 0     | 0     | 2      | 0      |
| KARRIER ÖSSZESEN | KARRIER ÖSSZESEN | KARRIER ÖSSZESEN     | 3         | 0         | 0     | 0     | 1        | 0        | 0          | 0          | 0     | 0     | 4      | 0      |